# Ryse: Son of Rome
Ryse: Son of Rome je akční adventura z roku 2013, kterou vyvinula společnost Crytek a vydala společnost Microsoft Studios. Ve hře se objevují quick-time eventy a popravčí sekvence, které slouží jako rozšíření boje. Hra obsahuje kooperativní režim pro více hráčů.

## Synopse
Hra se odehrává v alternativní verzi starověkého Říma a sleduje život římského centuriona Mariuse Tita, který se stává jedním z vůdců římské legie. Barbaři mu vyvraždí celou rodinu a on se ji vydává pomstít. V příběhu se objevují i skutečné osobnosti, mezi než patří například císař Nero.

## Vývoj
Vývoj hry začal v roce 2006. Původně se mělo jednat o titul pro Xbox 360 určený pouze pro Kinect. Vývojáři však hru postupně přepracovali na hack and slash hru z pohledu třetí osoby. O vývoj hry se původně starala společnost Crytek Budapest, později však byla přesunuta do centrály Cryteku ve Frankfurtu v Německu. Tým spolupracoval se studiem The Imaginarium Studios na vývoji filmové a motion capture herní technologie. Režimy pro více hráčů vyvinuté společností Ruffian Games byly později zrušeny.

## Vydání a ohlasy
Hra byla odhalena na E3 2010 pod názvem Codename: Kingdoms. O tři roky později byla přejmenována na Ryse: Son of Rome. V listopadu 2013 vyšla pro Xbox One a v říjnu 2014 pro Windows.
Při uvedení na trh se dočkala smíšených recenzí, byla chválena za vizuální stránku, příběh, emocionální hloubku, charakterizaci postav, výtvarné vedení, hudbu a vysoké produkční hodnoty, ale kritizována za krátkou délku, repetitivní a jednoduchou hratelnost a lineárně orientovaný design.
Generální ředitel společnosti Crytek Cevat Yerli dodal, že s prodejem hry nebyl spokojen. Při uvedení na trh byla hra podpořena několika stahovatelnými prvky zaměřenými na multiplayer, ale původně plánovaný editor výzev byl zrušen.